# Подводница проект 633
Проект 633 (означение на НАТО: Romeo class) е името на клас съветски подводници с дизел-електрическа пропулсивна уредба, произвеждани през средата на 20 век. Счита се, че първообраз на подводниците от проект 633 са германските подводници от тип XXI. В края на втората световна война, Съветския съюз се снабдява с няколко германски подводници от тип XXI и редица от основните технологии биват копирани. Тези технологии служат първоначално за построяването на подводниците от проектите 611 и 613, а след усъвършенстване на дизайна и на подводниците от проект 633.
В Съветския съюз са построени 20 подводници от проект 633, но по-късно конструкционните планове са предоставени на Китай и Северна Корея, които построяват над 80 нови подводници от този тип.
Според стандартите от началото на 21 век, подводниците от проект 633 са технологично остарели, но единици са на активно въоръжение във флота на България/вече не /, Египет, Китай, Мианмар и Северна Корея. Няколко подводници от този тип се използват за стационарни тренировъчни цели във флота на Русия.

## История
Началото на проект 633 се полага със започването на проектанска работа по подводница, съгласно постановление СМ №1454 – 808 от 9 август 1955 година . Работата е възложена на заводът в Нижни Новгород ("Судостроительное предприятие „Кра́сное Со́рмово“ имени А. А. Жданова" или известен още като „ЦКБ-112“) под ръководството на главения конструктор Зосима Александрович Дерибин и неговите заместници А.К. Назаров и Е.В. Крылов. Техническата страна на проекта се урежда с постановление СМ №1117 – 580 от 15 август 1956 година . Същинското строителство започва скоро след това и първата подводница проект 633 е завършена на 22 октомври 1957 година. Първоначално е било планирано изграждането на голямо количество подводници от този тип (до 560) , но след въвеждането на атомните подводници на въоръжение в съветския флот, плановете се променят. Така за периода между 1957 и 1961 година, в Съветския съюз се произвеждат общо 20 подводници проект 633 (някои източници посочват 22, но е възможно това да е грешка) . Всички тези 20 подводници са произведени в завода в Нижни Новгород.
Следвайки договора от 1950 година за Съветско-китайска взаимопомощ (на руски: Советско-китайский „Договор о дружбе, союзе и взаимной помощи“, на традиционен китайски: 中蘇友好同盟互助條約, на опростен китайски: 中苏友好同盟互助条约), през 1963 година Съветския съюз предоставя на Китай плановете за изграждането на подводници проект 633 . Китайският вариант на подводниците е известен като „тип 033“.
В периода между 1962 и 1984 година в Китай се произвеждат 84 подводници от тип 033, както и няколко предназначени за експорт към трети страни. Китайските подводници (тип 033) включват някои нововъведения спрямо оригиналния проект 633 като шумоизолация на най-малко 20 dB, сонарите на борда постоянно се усъвършенстват – оригиналният съветски сонар е заменен от китайски сонар тип 105 и по-късно от сонар H/SQ2-262A. Други подобрения са наличието на 8 торпедни апарата в сравнение с оригиналните 6, по-добро охлаждане на акумулаторните отсеци, както и двойно по-добър обсег и автономност на плаване . Към 2009 година повечето от произведените подводници от тип 033 са извън въоръжението на китайския флот с изключение на 8, които все още се използват .
През 70-те години на 20 век, Китай усъвършенства дизайна на подводницата от тип 033 и този вариант е известен като „тип 035“ (означение на НАТО: Ming class). В периода между 1971 и 2000 са произведени 21 подводници „тип 035 Ming“ от общо четири варианта – ES5C, ES5D, ES5E и ES5F. Към 2009 година 18 от тези подводници са на активно въоръжение на китайските военноморски сили .

## Произведени подводници от проект 633
Списък на произведените в "Судостроительное предприятие „Кра́сное Со́рмово“ имени А. А. Жданова" :
| Първоначално название | Заводски номер | Заложена         | Спусната          | Приета на въоръжение | Преименувана                                            | Изведена от експлоатация | Съдба                   |
| --------------------- | -------------- | ---------------- | ----------------- | -------------------- | ------------------------------------------------------- | ------------------------ | ----------------------- |
| С-350                 | № 331          | 22 октомври 1957 | 30 май 1958       | 31 август 1959       | от 3 август 1977: СС-350 1982: УТС-350                  | 9 юли 1982               | нарязана за скрап       |
| С-351                 | № 332          | 31 януари 1958   | 18 август 1958    | 6 ноември 1959       | от 17 октомври 1967: 846                                | ?                        |                         |
| С-352                 | № 333          | 30 март 1958     | 25 септември 1958 | 31 октомври 1959     | 26 януари 1967: 843                                     | ?                        |                         |
| С-353                 | № 334          | 14 май 1958      | 30 ноември 1958   | 26 декември 1959     | 19 юли 1966: 831                                        | ?                        |                         |
| С-354                 | № 335          | 14 юли 1958      | 10 януари 1959    | 30 ноември 1959      | 17 октомври 1966: 840                                   | ?                        |                         |
| С-32                  | № 341          | 28 август 1958   | 30 август 1959    | 31 декември 1959     | 5 октомври 1966: 834                                    | ?                        |                         |
| С-34                  | № 342          | 18 октомври 1958 | 14 юни 1959       | 31 декември 1959     | 5 октомври 1966: 837                                    | ?                        |                         |
| С-36                  | № 343          | 29 ноември 1958  | 27 септември 1959 | 30 септември 1959    | от 30 октомври 1986: Надежда 83                         | 27 юни 2008              |                         |
| С-37                  | № 344          | 25 януари 1959   | 10 октомври 1959  | 31 март 1960         |                                                         | 3 юли 1992               | нарязяна за скрап       |
| С-38                  | № 345          | 14 март 1959     | 30 ноември 1959   | 23 септември 1960    | от 28 февруари 1983: Слава 84                           | 1 ноември 2011           |                         |
| С-53                  | № 351          | 29 юли 1959      | 2 март 1960       | 31 декември 1960     | от 17 декември 1985:                                    | 1990 – 2000              |                         |
| С-101                 | № 352          | 1 октомври 1959  | 15 април 1960     | 21 декември 1960     | от 14 февруари 1986:                                    | 1990 – 2000              |                         |
| С-212                 | № 353          | 29 ноември 1959  | 31 май 1960       | 21 декември 1960     | от 5 февруари 1973: Димитровски комсомол 82 Виктория 82 | 5 септември 1990         |                         |
| С-128                 | № 354          | 11 март 1960     | 20 юли 1960       | 29 декември 1960     | от 26 юли 1991: СС-128                                  | 24 август 1993           |                         |
| С-4                   | № 355          | 14 юни 1960      | 17 декември 1960  | 18 септември 1961    | от 5 февруари 1987: Mumbata S01                         | 1990 – 2000              |                         |
| С-7                   | № 361          | 25 ноември 1960  | 28 февруари 1961  | 17 септември 1961    | от 17 март 1983: № 011                                  | 1989 година              |                         |
| С-11                  | № 362          | 25 ноември 1960  | 15 април 1961     | 30 септември 1961    |                                                         | 24 юни 1991              |                         |
| С-28                  | № 363          | 29 декември 1960 | 21 юни 1961       | 23 декември 1961     | от 17 март 1982: № 010                                  | 1989 година              |                         |
| С-49                  | № 364          | 29 март 1961     | 27 юли 1961       | 31 декември 1961     | от 26 юли 1991: СС-49 от 5 декември 1995: ПЗС-50        | 10 юли 1995              | Плаваща зарядна станция |
| С-57                  | № 365          | 23 май 1961      | 20 август 1961    | 27 декември 1961     | от 5 юли 1973: Ленински консомол 81 Победа 81           | 1990 година              | Превърната в музей      |

- 633Л: В периода между 1967 и 1969 година се разработва вариант на проект 633, известен като проект 633Л. Целта е да се подобри обтекаемостта на корпуса и изпитание на нова хидроакустична станция. Като част от проекта С-350 се модернизира до 633Л [22].
- 633КС (алт. 6333): През 1978 година С-128 се модернизира с цел възможност за изстрелване на ракети на кратки разстояния [23]. Подобренията засягат предимно носовата част на подводницата.
- 633РВ: Подводниците С-49 и С-11 се модернизират в края на 70-те началото на 80-те години на 20 век, с цел изпитанието на съветските противокорабни ракети (Водопад и Ветер). Тези варианти са известни като 633РВ [24].

Две от запазените подводници проект 633, произведени в "Судостроительное предприятие „Кра́сное Со́рмово“ имени А. А. Жданова":
- Слава 84
- ПЗС-50

Произведените в Китай подводници от тип 033, имат следните номера на корпуса :
№126, 128, 136 – 154, 160 – 165, 170 – 173, 175, 176, 208 – 230, 234 – 236, 237‡, 238, 239, 245 – 250, 254 – 256, 267 – 270, 272, 281 – 283, 290 – 294, 343 – 346, 349, 777
‡ Този номер не е посочен в източника, но е изложен във ВМС музея (中国海军博物馆) в Циндао, провинция Шандун.
- 237 „Великата стена“
във ВМС музея в Циндао
- 250

## Съвременни и бивши оператори на подводници от проект 633
- Съветският съюз и по-късно Русия са разполагали с 20 подводници проект 633. Тези плавателни съдове не са в състава на бойната част на флота, като една или две подводници се използват като неподвижни тренировъчни площадки. Голяма част от произведените подводници са предоставени на флотове от други страни.
- Китай се счита, че е разполагал с 84 подводници от този тип по време на Студената война. Повечето са излезли от въоръжение и към 2009 година едва 8 се използват за тренировъчни площадки [5].
- Северна Корея разполага с около 22 подводници от този тип, повечето местно производство с китайски части [26]. Четири са внесени директно от Китай и са базирани на западния бряг.
- България разполага с една подводница от проект 633, последната от четири внесени от Съветския съюз. Последната българска подводница, "Слава", беше подарена на община Варна и изключена от състава на ВМФ на България.
- Египет разполага с четири подводници, от общо осемте подводници от този тип, китайско производство [27]. Шестте внесени руски подводници проект 633, не са на въоръжение.

Бивши оператори:
- Алжир е свалил от въоръжение двете подводници проект 633, внесени от Съветския съюз.
- Мианмар е притежавал 2 подводници на въоръжение от 1998 година за кратък период.
- Сирия между 1995 и 2000 година е свалила от въоръжение трите подводници проект 633, внесени от Съветския съюз.

## Инциденти, свързани с подводници от проект 633
- На 11 януари 1962 година, пожар на борда на съветската подводница Б-37 е причина за експлозията на наличните торпеда и смъртта на дежурния екипаж [28]. В непосредствена близост до кея на Б-37 е разположена и подводница от проект 633 с означение С-350, която е тежко поразена от експлозията. 11 души екипаж на С-350 загиват при инцидента [28].
- На 16 април 2003 година загива целият екипаж от 70 души на китайската подводница 361 (китайска разновидност на проект 633, или тип 033 Ming) [29]. Причината за инцидента е невъзможност за изключване на дизеловите двигатели след потапяне, което консумира наличния кислород на борда [29].